# Nationale 1A 1989-90
La Nationale 1A 1989-1990 fue la edición número 68 de la Nationale 1A, la máxima competición de baloncesto de Francia. Los doce mejor clasificados accederían a los playoffs, descendiendo a Nationale 1B directamente el ES Avignon y el Caen Basket Calvados, y después de una promoción de descenso, el ASPO Tours y el CEP Lorient, para pasar de 18 a 16 equipos la temporada siguiente.
El campeón sería por sexta vez en su historia el CSP Limoges, tras derrotar al Olympique d'Antibes en la final en tres partidos.

## Equipos 1989-90
| Equipo                      | Ciudad        | Pabellón                                    | Capacidad |
| --------------------------- | ------------- | ------------------------------------------- | --------- |
| Olympique d'Antibes         | Antibes       | Salle Jean-Bunoz                            | 5000      |
| ES Avignon                  | Avignon       | Cosec Saint Chamand                         | 2200      |
| Caen Basket Calvados        | Caen          | Palais des sports Caen                      | 3000      |
| Cholet Basket               | Cholet        | La Meilleraie                               | 5191      |
| BCM Gravelines Dunkerque    | Gravelines    | Sportica                                    | 3500      |
| CSP Limoges                 | Limoges       | Palais des sports de Beaublanc              | 5500      |
| CEP Lorient                 | Lorient       | Palais des sports Xavier Le Louarn          | 3300      |
| ASVEL Basket                | Villeurbanne  | Astroballe                                  | 5643      |
| AS Mónaco Basket            | Mónaco        | Estadio Luis II                             | 2500      |
| Montpellier Paillade Basket | Montpellier   | Palacio de los Deportes Pierre de Coubertin | 4003      |
| FC Mulhouse Basket          | Mulhouse      | Salle Marcel Tschanz                        | 3700      |
| ABC Nantes                  | Nantes        | Palais des sports de Beaulieu               | 4000      |
| Paris Basket Racing         | París         | Stade Pierre-de-Coubertin                   | 4200      |
| Élan Béarnais Pau-Orthez    | Pau-Orthez    | Palais des Sports de Pau                    | 7813      |
| Reims Champagne Basket      | Reims         | Complexe René-Tys                           | 2800      |
| Chorale Roanne Basket       | Roanne        | Halle André Vacheresse                      | 3000      |
| Saint-Quentin Basket-Ball   | Saint-Quentin | Palais des sports Pierre Ratte              | 3100      |
| ASPO Tours                  | Tours         | Palais des sports Marcel Cerdan             | 1100      |

## Resultados

### Temporada regular
|     | Equipo                      | J  | G  | P  | PF   | PC   | Pts | Clasificación             |
| --- | --------------------------- | -- | -- | -- | ---- | ---- | --- | ------------------------- |
| 1.  | CSP Limoges                 | 34 | 33 | 1  | 3567 | 2973 | 67  | playoff                   |
| 2.  | Olympique d'Antibes         | 34 | 26 | 8  | 3237 | 2939 | 60  | playoff                   |
| 3.  | Cholet Basket               | 34 | 25 | 9  | 3100 | 2803 | 59  | playoff                   |
| 4.  | Élan Béarnais Pau-Orthez    | 34 | 24 | 10 | 3195 | 2912 | 58  | playoff                   |
| 5.  | FC Mulhouse Basket          | 34 | 23 | 11 | 2931 | 2818 | 57  | playoff                   |
| 6.  | ABC Nantes                  | 34 | 21 | 13 | 3008 | 2882 | 55  | playoff                   |
| 7.  | ASVEL Basket                | 34 | 21 | 13 | 2917 | 2764 | 55  | playoff                   |
| 8.  | Saint-Quentin Basket-Ball   | 34 | 17 | 17 | 2464 | 2439 | 51  | playoff                   |
| 9.  | Reims Champagne Basket      | 34 | 16 | 18 | 2862 | 2893 | 50  | playoff                   |
| 10. | Paris Basket Racing         | 34 | 14 | 20 | 2994 | 3111 | 48  | playoff                   |
| 11. | BCM Gravelines Dunkerque    | 34 | 14 | 20 | 2889 | 2883 | 48  | playoff                   |
| 12. | AS Mónaco Basket            | 34 | 14 | 20 | 2927 | 3054 | 48  | playoff                   |
| 13. | ASPO Tours                  | 34 | 13 | 21 | 2705 | 3019 | 47  | Promoción de descenso     |
| 14. | Chorale Roanne Basket       | 34 | 12 | 22 | 2702 | 2882 | 46  | Promoción de descenso     |
| 15. | Montpellier Paillade Basket | 34 | 12 | 22 | 3102 | 3247 | 46  | Promoción de descenso     |
| 16. | CEP Lorient                 | 34 | 8  | 26 | 2932 | 3202 | 42  | Promoción de descenso     |
| 17. | ES Avignon                  | 34 | 8  | 26 | 2708 | 3088 | 42  | Descienden a Nationale 1B |
| 18. | Caen Basket Calvados        | 34 | 5  | 29 | 2935 | 3266 | 39  | Descienden a Nationale 1B |

## Playoff
|  | Octavos de final            | Octavos de final             |                              |                        | Cuartos de final | Cuartos de final       |   |  | Semifinales | Semifinales |  |  | Final | Final |
|  |                             |                              |                              |                        |                  |                        |   |  |             |             |  |  |       |       |
|  |                             |                              |                              |                        |                  |                        |   |  |             |             |  |  |       |       |
|  |                             |                              |                              |                        |                  |                        |   |  |             |             |  |  |       |       |
|  | 1. CSP Limoges              | 2                            |                              |                        |                  |                        |   |  |             |             |  |  |       |       |
|  | 1. CSP Limoges              | 2                            | 8. Saint-Quentin Basket-Ball | 1                      |                  |                        |   |  |             |             |  |  |       |       |
|  |                             | 8. Saint-Quentin Basket-Ball | 8. Saint-Quentin Basket-Ball | 1                      | 0                |                        |   |  |             |             |  |  |       |       |
|  | 9. Reims Champagne Basket   | 8. Saint-Quentin Basket-Ball | 1                            |                        | 0                | 1. CSP Limoges         | 2 |  |             |             |  |  |       |       |
|  | 9. Reims Champagne Basket   |                              | 1                            |                        |                  | 1. CSP Limoges         | 2 |  |             |             |  |  |       |       |
|  |                             |                              |                              | 5. FC Mulhouse Basket  | 0                |                        |   |  |             |             |  |  |       |       |
|  | 4. Élan Béarnais Pau-Orthez | 1                            |                              | 5. FC Mulhouse Basket  | 0                |                        |   |  |             |             |  |  |       |       |
|  | 4. Élan Béarnais Pau-Orthez | 1                            | 5. FC Mulhouse Basket        | 1                      |                  |                        |   |  |             |             |  |  |       |       |
|  |                             | 5. FC Mulhouse Basket        | 5. FC Mulhouse Basket        | 1                      | 2                |                        |   |  |             |             |  |  |       |       |
|  | 12. AS Mónaco Basket        | 5. FC Mulhouse Basket        | 1                            |                        | 2                | 1. CSP Limoges         | 2 |  |             |             |  |  |       |       |
|  | 12. AS Mónaco Basket        |                              | 1                            |                        |                  | 1. CSP Limoges         | 2 |  |             |             |  |  |       |       |
|  |                             |                              |                              | 2. Olympique d'Antibes | 1                |                        |   |  |             |             |  |  |       |       |
|  | 2. Olympique d'Antibes      | 2                            |                              | 2. Olympique d'Antibes | 1                |                        |   |  |             |             |  |  |       |       |
|  | 2. Olympique d'Antibes      | 2                            | 7. ASVEL Basket              | 1                      |                  |                        |   |  |             |             |  |  |       |       |
|  |                             | 10. Paris Basket Racing      | 7. ASVEL Basket              | 1                      | 1                |                        |   |  |             |             |  |  |       |       |
|  | 10. Paris Basket Racing     | 10. Paris Basket Racing      | 1                            |                        | 1                | 2. Olympique d'Antibes | 2 |  |             |             |  |  |       |       |
|  | 10. Paris Basket Racing     |                              | 1                            |                        |                  | 2. Olympique d'Antibes | 2 |  |             |             |  |  |       |       |
|  |                             |                              |                              | 3. Cholet Basket       | 0                |                        |   |  |             |             |  |  |       |       |
|  | 3. Cholet Basket            | 2                            |                              | 3. Cholet Basket       | 0                |                        |   |  |             |             |  |  |       |       |
|  | 3. Cholet Basket            | 2                            | 6. ABC Nantes                | 0                      |                  |                        |   |  |             |             |  |  |       |       |
|  |                             | 11. BCM Gravelines           | 6. ABC Nantes                | 0                      | 1                |                        |   |  |             |             |  |  |       |       |
|  | 11. BCM Gravelines          | 11. BCM Gravelines           | 2                            |                        | 1                |                        |   |  |             |             |  |  |       |       |
|  | 11. BCM Gravelines          |                              | 2                            |                        |                  |                        |   |  |             |             |  |  |       |       |